# Секісовка
Секі́совка (каз. Секисовка) — село у складі Глибоківського району Східноказахстанської області Казахстану. Адміністративний центр Секісовського сільського округу.
Населення — 1128 осіб (2021; 1656 у 2009, 1811 у 1999, 1967 у 1989).
Національний склад станом на 1989 рік:
- росіяни — 100 %